# Sum 41
Sum 41 fue una banda de rock originaria de Ajax, Ontario, Canadá. Su formación se remonta a 1996 y su última alineación constó de Deryck Whibley (guitarra rítmica, teclados, voz principal), Dave "Brownsound" Baksh (guitarra solista), Jason McCaslin (bajo), Tom Thacker (guitarra solista y rítmica, teclados) y Frank Zummo (batería). En abril de 2013, el baterista Steve Jocz anunció su salida de la banda. Se han vendido más de 10 millones de álbumes en todo el mundo. El 30 de marzo de 2025 ofrecieron su última presentación en vivo, poniendo fin a casi tres décadas de trayectoria.
En 1999, Sum 41 firmó un contrato discográfico internacional con Island Records. Lanzó su álbum debut, All Killer No Filler en 2001. Alcanzó el éxito comercial con su primer sencillo del álbum, «Fat Lip», que logró el número uno en el conteo Modern Rock Tracks de Billboard y se mantiene como el sencillo más exitoso de la banda hasta la fecha. All Killer No Filler fue certificado como platino en los Estados Unidos, Canadá y en el Reino Unido. La banda ha lanzado ya ocho álbumes de estudio: Does This Look Infected? (2002), Chuck (2004) Underclass Hero (2007), Screaming Bloody Murder (2011), 13 Voices (2016), Order In Decline (2019) y Heaven :x: Hell (2024) con el que culmina su carrera.
Ha sido nominada siete veces para los premios Juno y han ganado dos veces (grupo del año en 2003 y álbum de rock del año por Chuck en 2005).[cita requerida] Sum 41 fue nominado para un premio Grammy por mejor interpretación de hard rock/metal para la canción «Blood in My Eyes», sin embargo perdieron ante la canción «White Limo» de Foo Fighters.[cita requerida]

## Historia

### 1996-2000: inicios yHalf Hour of Power

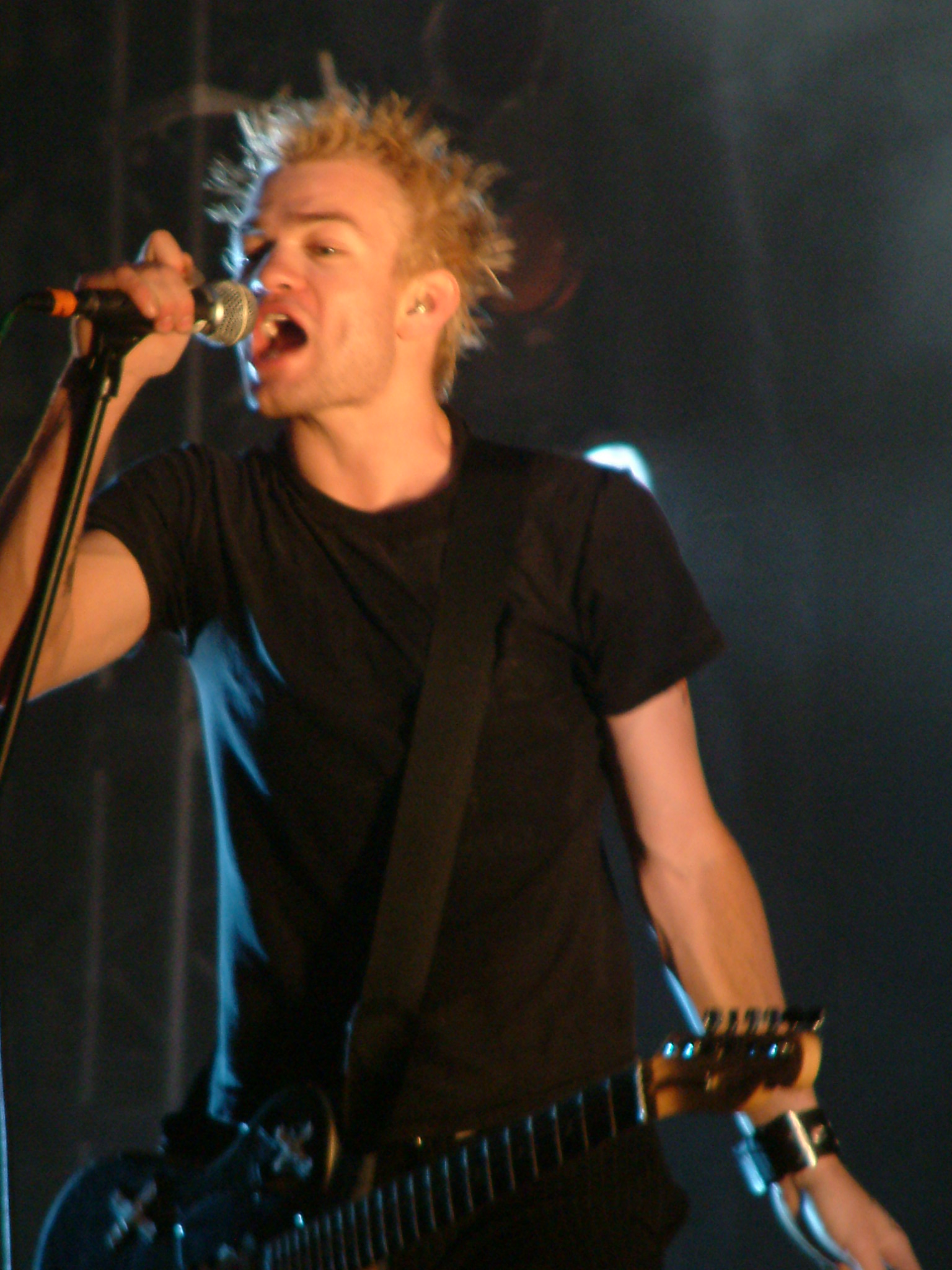
Deryck Whibley durante un concierto.

La banda fue formada por el cantautor Deryck Whibley y el ex batería Steve "Stevo" Jocz bajo el nombre de Kaspir. Antes de unirse a la banda, Jocz fue parte de otra banda y entonces Whibley estaba convencido de que «era el mejor batería del lugar». Un año después se unió Dave "Brownsound" Baksh como guitarrista líder y, después de tocar con varios bajistas, reclutaron a Jason "Cone" McCaslin para completar el grupo.
Los integrantes de la agrupación decidieron cambiar el nombre de esta para un concierto de Supernova el 28 de septiembre de 1996, cuando entonces se cumplían cuarenta y un días de iniciarse el verano (en inglés, summer).
En 1998 se grabó una maqueta en una cinta compacta que mandó a las compañías de discos con la esperanza de conseguir un contrato de grabación. Las cintas de esta maqueta son raras y la única grabación conocida con el bajista original Richard «Twitch» Roy.
Desde 1999 al 2000 la banda grabó varias nuevas canciones. Los DVD Introduction to Destruction y Cross The T's and Gouge Your I's contienen material grabados por ellos mismos e incluyen la realización de un baile para «Makes No Difference» frente a un teatro.
Sum 41 lanzó el EP Half Hour of Power el 27 de junio de 2000, bajo los sellos Big Rig e Island. Alcanzó las posiciones ciento setenta y seis y treinta y seis en las listas Billboard 200 y Top Heatseekers, ambas de Estados Unidos. El primer sencillo lanzado por la banda fue «Makes No Difference», el cual cuenta con dos diferentes videos musicales. El primero fue hecho junto con los otros enviados a la discográfica y el segundo muestra al grupo interpretar el tema en una fiesta. «Makes No Difference» obtuvo la posición treinta y dos en el conteo Modern Rock Tracks de Estados Unidos. En abril de 2003 Half Hour of Power fue certificado con disco de oro en Canadá.

### 2001-2003:All Killer No Filler,Does This Look Infected? y Demos

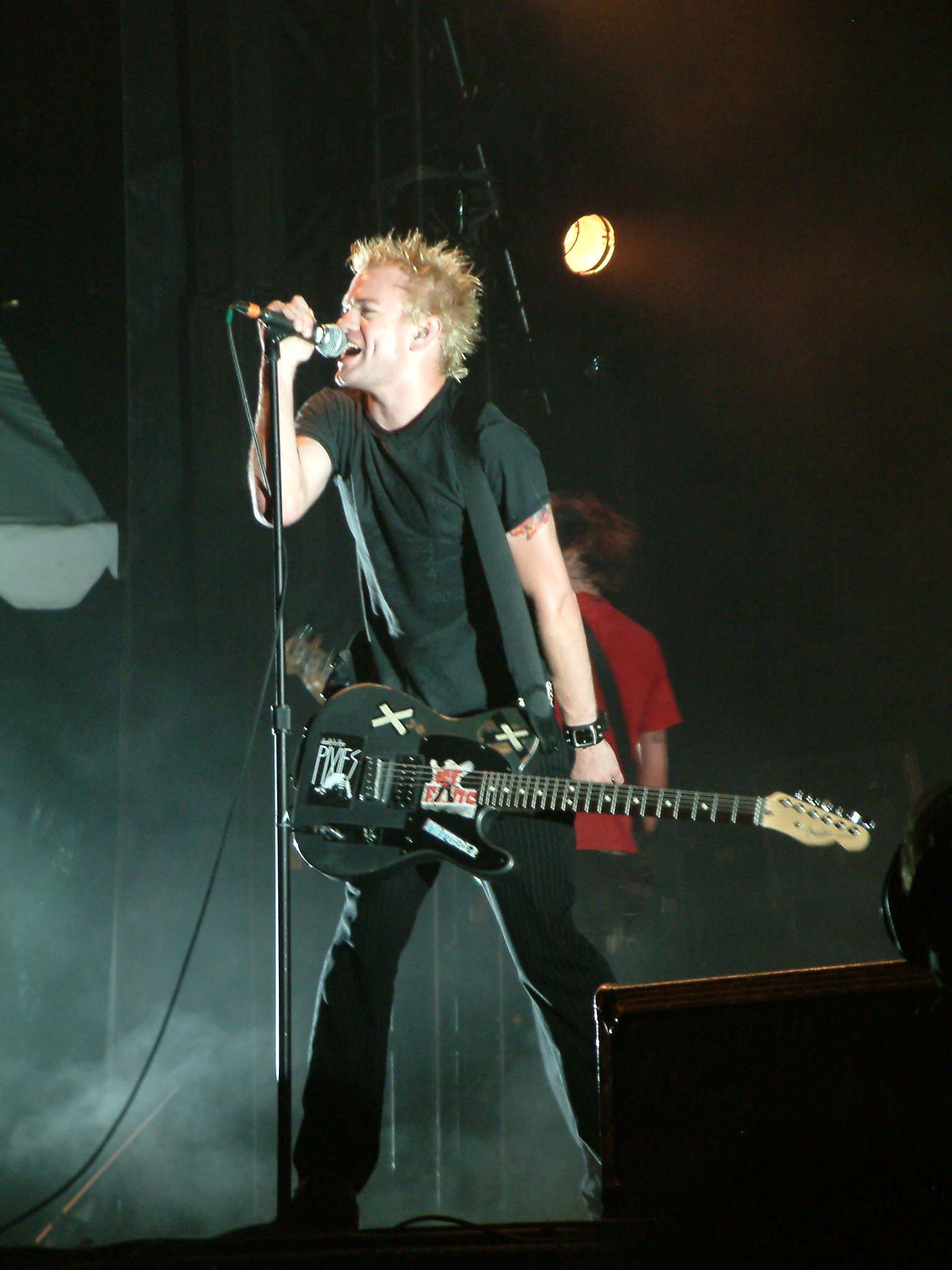
Deryck Whibley en 2003.

El primer álbum de larga duración de Sum 41, All Killer No Filler, fue lanzado el 8 de mayo de 2001. Tuvo una buena recepción comercial: llegó a estar en las primeras cincuenta posiciones de las principales listas de Canadá, Australia, Austria, Bélgica, Francia, Alemania, Japón, Reino Unido, Estados Unidos y Nueva Zelanda. Además, recibió la certificación de disco de oro en Australia, de platino en Estados Unidos y Reino Unido, y triple platino en Canadá. El primer sencillo del álbum fue «Fat Lip», obtuvo la posición sesenta y seis en el Billboard Hot 100, y en Modern Rock Tracks alcanzó el número uno. Un video musical para «Fat Lip», dirigido por Marc Klasfeld, fue lanzado el 20 de marzo de 2001. El segundo y tercer sencillo del álbum fueron «In Too Deep» y «Motivation», respectivamente. El primero de estos entró a las listas musicales de Australia, Bélgica y Reino Unido entre otras, y contó un videoclip dirigido nuevamente por Marc Klasfeld. «Motivation» ingresó al UK Singles Chart en la posición veintiuno, mientras que su video quedó a cargo de Joseph Kahn.
En 2001, Sum 41 participó en la edición de ese año del Vans Warped Tour, por lo que su canción «Tables Have Turned» apareció en el recopilatorio Vans Warped Tour 2001 Compilation. Para septiembre del mismo año Sum 41 se encontraba de gira con Blink-182, pero tras los incidentes del día 11 de ese mes, las últimas fechas fueron canceladas. Más tarde fueron reprogramados los shows cancelados, los cuales se realizaron en febrero de 2002. En abril del mismo año el grupo hizo una gira por Estados Unidos para promocionar All Killer No Filler.
El 26 de noviembre de 2002 salió a la venta el segundo álbum de estudio de la banda, Does This Look Infected? Durante las sesiones de grabación, se compusieron canciones previstas para un próximo disco, pero durante la gira acabaron componiendo casi todo el disco que Sum 41 publicaría por 2004. Dicho disco contenía canciones sobre la relación y ruptura de Deryck con Mary-Kate Olsen. Pero al final se grabaron dos discos por separado que contenían estas canciones y también material nuevo.

### 2004-2005:Chuck

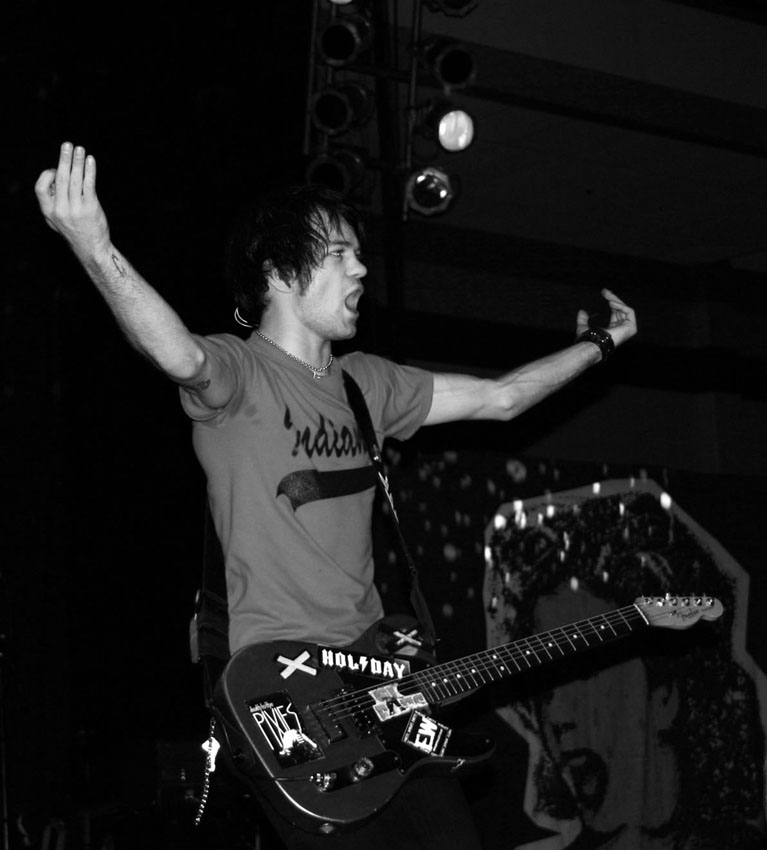
Deryck Whibley en 2004.

Sum 41 viajó al Congo en 2004 y, tras esa experiencia, decidieron continuar con su futuro disco, pero al final hicieron más canciones narrando su experiencia en el Congo. Así nació Chuck, que fue lanzado el 12 de octubre de 2004. El álbum lo llamaron así por Chuck Pelletier, miembro de las fuerzas de paz de las Naciones Unidas que salvó las vidas de los integrantes de la banda y otros 40 civiles mientras que la banda estaba grabando un documental sobre la guerra en la República Democrática del Congo para War Child Canada, un DVD benéfico llamado Rocked: Sum 41 in Congo que está a la venta a través de Internet.
La banda lanzó un disco en vivo poco antes de la retirada de Dave, el cual titularon Go Chuck Yourself. Este disco es la grabación de un show en Ontario durante la gira del mismo nombre que el disco. Es durante estos años en los que la banda comienza una etapa de "madurez", con ejemplos como las letras de sus canciones, de índole más cercana a la política, también al fracaso de la relación de Deryck con la actriz estadounidense Mary-Kate Olsen en 2002 y el abuso sicológico del manager de la banda Greig Nori hacia Deryck.

### 2006-2008:Underclass Hero
En octubre de 2006 empezaron las sesiones de grabación, finalizadas en marzo de 2007. 
A principios de 2007 se une a la banda Tom Thacker. En abril de 2007 se filtró su nueva canción llamada Underclass Hero y a principios de julio se filtraron algunas canciones del disco por YouTube
El 18 de julio de 2007 salió a la venta oficialmente Underclass Hero, lanzando como primer sencillo la canción homónima Underclass Hero, posteriormente se publicaron otros dos sencillos, Walking Disaster y With me. 
En este álbum retoman el sonido 'punk', dejando atrás el sonido 'metal' de Chuck.

### 2008-2012:Screaming Bloody Murder
El 7 de agosto de 2008, McCaslin anunció en un diario en el sitio oficial de la banda está actualmente de tomar tiempo libre de las giras para hacer otras cosas. Después, ellos comenzaron a trabajar en un nuevo álbum de estudio de la banda. McCaslin trabajó en el segundo álbum de su proyecto paralelo, The Operation M.D. Jocz realizó una gira como baterista de The Vandals, y Whibley estaba de gira con su en aquel entonces esposa, Avril Lavigne.
Sum 41 lanzó un comunicado de prensa que mencionó que Universal Music tomó la decisión de que la banda produjera un EP en 2009. Sin embargo, Deryck declaró que el nuevo EP se fue rápidamente convirtiendo en LP, debido a la cantidad de música que habían grabado, que era más de la esperada. La banda entró al estudio a finales de 2008 con el plan de lanzar dicho álbum en algún momento durante 2009, y con una gira de apoyo en el verano.
El 26 de noviembre de 2008, Sum 41 lanzó 8 Years of Blood, Sake and Tears, un álbum de grandes éxitos, en Japón. El álbum incluye una canción inédita, "Always", y un DVD, que contiene cada uno de los vídeos de la banda. En febrero de 2009, la banda dijo que debido al éxito y la demanda para el álbum de grandes éxitos, que habían, decidió divulgarlo en todo el mundo, aunque con un título diferente y obras de arte. El 17 de marzo, All The Good Shit fue lanzado con buenas obras de arte diferentes y un título diferente.
A principios de 2009 la banda publicó All The Good Shit, similar al recopilatorio lanzado en Japón, pero de lanzamiento en el mundo occidental. Durante ese año la banda anunció estar en proceso de grabación de un nuevo álbum, con un sonido muy duro, y realizaron presentaciones por varios países (Japón o Rusia) y participado en algunos festivales. Durante este periodo de giras, Tom Thacker ha participado en presentaciones y entrevistas, por lo que se le considera como nuevo miembro oficial de la banda.
Screaming Bloody Murder salió a la venta en todo el mundo el 29 de marzo de 2011, presentando un Sum 41 más oscuro y roquero, con un sonido bastante parecido a su cuarto disco Chuck y más concretamente a la canción We're All to Blame, tal y como habían anunciado los integrantes en diferentes ocasiones, compartiendo ambos trabajo un estilo agresivo y oscuro en cuanto a su sonido y melodías.

### 2013-2018: salida de Jocz, primera vez en Sudamérica y13 Voices

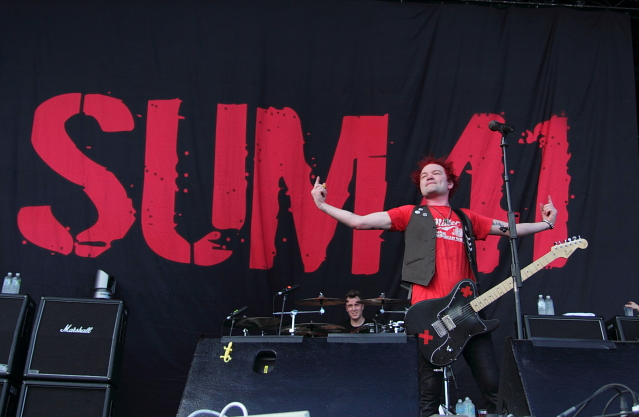
Sum 41 en plena gira "10th Aniversary Of Does This Look Infected?"

Los integrantes decidieron hacer una gira para celebrar los 10 años de su álbum Does This Look Infected?. Esta gira les llevara desde Asia hasta América, pasando por Europa y Oceanía.
Deryck confirmó en una entrevista que después de la gira el grupo entrará al estudio para grabar su nuevo álbum. El nuevo disco se esperaba para finales de 2013 o a principios de 2014. Pero el 8 de abril de 2013 el baterista Steve Jocz anuncia su retiro de la banda y esto dificultó mucho la continuación de las grabaciones. En mayo de 2014, Whibley anuncia que casi muere por problemas con el alcohol y se recupera satisfactoriamente. Tras la recuperación de Whibley, los 3 miembros que quedaban en la banda decidieron empezar a grabar un nuevo disco. Y en julio de 2015 se une Frank Zummo reemplazando a Stevo32.
El 17 de agosto de 2015 pisan por primera vez suelo sudamericano en el Festival Rock Al Parque 2015 en Bogotá, Colombia, el 12 de diciembre de 2015 aterrizan en Lima, Perú para el Festival Vivo X El Rock y el 13 de diciembre de 2015 llegaron a Buenos Aires, Argentina
El 20 de agosto de 2015 se confirma en redes sociales el regreso del guitarrista Dave Baksh.[cita requerida]
El 22 de marzo de 2016, la banda anuncia en su Facebook oficial que Sum 41 estará tocando en el Warped Tour del año 2016 y el 23 de marzo de 2016, anuncian su participación en el Amnesia Rock Fest, festival donde también estarán bandas como NOFX, Blink-182, Rise Against, entre otras bandas. 
El 19 de abril de 2016, Whibley publicó en la página de Facebook de la banda que el álbum ya estaba listo. El 11 de mayo de 2016, Sum 41 anunciaron que firmaron con Hopeless Records.
El 19 de febrero de 2017 (en plena gira europea) Deryck Whibley anunció a través de las redes sociales que grabarían un CD en directo el día 22 en la sala Zénith de París, Francia.

### 2019-2021:Order In Decline
El 23 de abril de 2019, la banda anunció a través de las redes sociales que regresaban con nueva música. El 24 de abril, lanzaron su primer sencillo titulado "Out For Blood" a través de Hopeless Records. El mismo día, la banda también anunció su séptimo álbum de estudio, Order In Decline, que se lanzará el 19 de julio de 2019.
El 28 de mayo de 2021, la banda lanzó una versión de "Catching Fire" con Nothing,Nowhere, junto con un video musical.

### 2022-2025Heaven :x: HellyDespedida final
El 22 de febrero de 2022, anunciaron una gira que harían por Estados Unidos con Simple Plan, llamada gira Blame Canada. La gira se realizó de abril a agosto del mismo año. El 23 de marzo, la banda anunció su octavo álbum de estudio, Heaven :x: Hell, que será un doble álbum. Heaven será un álbum de pop punk muy parecido al material inicial de la banda, mientras que Hell es una continuación del sonido de heavy metal más reciente de la banda.
El 8 de mayo de 2023 mediante un comunicado oficial, Sum 41 anunció que se separaría luego de 27 años tocando música. El mismo escrito mencionaba que harían efectiva su disolución después de que terminaran de dar los conciertos que ya tenían pactados a realizar, lanzaran su último álbum programado, e hicieran una última tour mundial.
El 19 de septiembre de 2023 se anunció que Whibley fue hospitalizado por insuficiencia cardíaca y neumonía. Al día siguiente, se anunció que estaba respondiendo bien a sus tratamientos y fue dado de alta del hospital. A pesar de haber sido dado de alta del hospital, Whibley afirmó que "aún no está fuera de peligro" pero que "se mantiene positivo". El 24 de septiembre, la banda lanzó un sitio web de Laylo, insinuando a los fans que "Algo está por venir..."
El primer sencillo del álbum, titulado "Landmines", fue lanzado el 27 de septiembre de 2023, junto con un vídeo musical. La canción es un regreso al sonido pop punk de los inicios de la carrera de la banda, lo que significa que será parte del lado Heaven en el próximo álbum. La banda también anunció que firmaron con Rise Records. El segundo sencillo, "Rise Up", fue lanzado el 12 de diciembre de 2023, junto con un vídeo musical. La canción tiene el estilo del sonido heavy metal más reciente de la banda, lo que significa que será parte del lado Hell en el próximo álbum. El álbum se lanzará el 29 de marzo de 2024.
Ese mismo año, la banda empezó su última gira “Tour of the Setting Sum”, que los llevó a tocar más de 110 conciertos alrededor de todo el mundo. Irónicamente, su último año de carrera es el año en el que más conciertos hicieron, superando a 2016, donde hicieron casi 100 conciertos.
A principios de diciembre de 2024, la banda se vio obligada a cancelar todos sus conciertos en Australia, incluida su participación en el festival “Good Things”, debido a los problemas de salud de Whibley.
Además de cancelaciones repentinas en Latinoamérica y Norteamérica, la banda se retiró de los escenarios el 30 de enero de 2025 con un último show en Ontario, Canadá.
El 30 de marzo de 2025, la academia de los Juno Awards les inscribió en el Salón de la Fama de Músicos Canadienses. En la gala fueron los hermanos Madden (Good Charlotte) quienes les presentaron por última vez como banda. Sum 41 actuó por última vez en vivo en los premios.
Como despedida, también publicaron el vídeo musical del single Radio Silence.

## Estilo musical e influencias
En cuanto a su tendencia musical Sum 41 señaló; que en sus comienzos fueron influenciados fuertemente por NOFX. Otra Influencia en su música fueron Beastie Boys especialmente en el disco All Killer No Filler. Por otra parte el hip-hop y el rapcore se encontró en los sencillos Fat Lip y What We're All About. Posteriormente con el álbum Does This Look Infected? la banda comento que poseía una música un poco más pesada e influenciada por The Offspring, y algunas otras provenientes del metal, bandas como Iron Maiden, ejemplo inspiración de esta es la cita "Maiden and Priest were the gods that we praised" ("Maiden y Priest son los dioses que alababamos"), Claramente hacen referencia a Iron Maiden y Judas Priest. El álbum Chuck ofrece una serie de canciones que pueden ser comparadas con la música thrash metal, nombrando a Metallica como la principal influencia de su música metal. Recientemente el guitarrista y vocalista Deryck, ha reconocido la fuerte influencia por parte de la legendaria banda Queen y ha expresado su fascinación por el gran registro vocal que presentaba Mercury. No obstante el grupo suele realizar una versión de 'We will rock you' en varios de sus shows.

## Miembros
| Miembros actuales - Deryck «Bizzy D» Whibley: voz principal, guitarra rítmica (1998-presente), teclado (2004-presente), guitarra solista (1996-1998, 2006-2015), coros (1996-1998), batería ocasional (2000-2013) - Dave Baksh: guitarra solista, coros (1998-2006, 2015-presente) - Jason «Cone» McCaslin: bajo, coros (1998-presente) - Tom Thacker: guitarra rítmica y solista, teclado, coros (2006-presente; como miembro de gira: 2006-2009) - Frank Zummo: batería, percusión, coros ocasionales (2015-presente) Miembros durante las giras - Matt Whibley: teclado (2011) | Miembros anteriores - Mark McAdam: voz (1996), guitarra rítmica (1996), bajo (1996; 1997), coros (1997) - Marc Costanzo: guitarra rítmica (1996-1997), coros (1996), voz (1997) - Jon Marshall: voz, guitarra rítmica (1997-1998) - Mark Spicoluk: bajo (1997-1998) - Grant McVittie: bajo (1996; 1996-1997) - Richard Roy: bajo, coros (1998-1999) - Steve Jocz: batería, percusión, coros (1996-2013), voz ocasional (2000-2013) - John Nicosia: teclado (1997-1999) |

## Discografía
Álbumes de estudio
- 2001: All Killer No Filler
- 2002: Does This Look Infected?
- 2004: Chuck
- 2007: Underclass Hero
- 2011: Screaming Bloody Murder
- 2016: 13 Voices
- 2019: Order In Decline
- 2024: Heaven :x: Hell

EP
- 2000: Half Hour Of Power